# لوسيان جوستين
لوسيان جوستين (بالإنجليزية: Lucien Heath)‏ هو سياسي أمريكي، ولد في 1819، وتوفي في 1888. حزبياً، نشط في الحزب الديمقراطي. وقد انتخب عضو جمعية ولاية كاليفورنيا.